# Jamestown (Wisconsin)
Jamestown – miasto w Stanach Zjednoczonych, w stanie Wisconsin, w hrabstwie Grant.